# Rozas (Boal)
Rozas es una casería perteneciente a la parroquia de Boal, en el concejo de Boal, comarca de Eo-Navia, Principado de Asturias, España.
Cuenta con una población de 6 habitantes (INE, 2013) y se encuentra a unos 430 m de altura sobre el nivel del mar, a escasamente 800 m de la capital del concejo, en la misma ladera que ésta. Se puede acceder a esta localidad tomando desde la capital municipal una pista que parte de la zona del Estalello, o bien tomando otra pista que proviene de la localidad de Armal.